# Erwin de Vries (kunstenaar)
Erwin Jules de Vries (Paramaribo, 21 december 1929 – aldaar, 31 januari 2018) was een Surinaams beeldend kunstenaar.

## Leven
De Vries was het derde kind van de acht van Eduarda Annetta Wilhelmina Fujooah en Henry Juriaan de Vries, die uit een eerder huwelijk al vijf kinderen had. Zijn tekenleraar Wim Bos Verschuur ontdekte zijn talent en raadde zijn vader aan hem naar Nederland te sturen. Daar haalde hij aan de Haagse Koninklijke Academie van Beeldende Kunsten in 1952 de MO-akte tekenen. Van 1954 tot 1958 was De Vries kunstdocent in Suriname, maar hij wilde liever kunstenaar worden. Van 1958 tot 1960 studeerde hij beeldhouwen aan de Rijksakademie van Beeldende Kunsten in Amsterdam. Hij had in Paramaribo in 1948 zijn eerste tentoonstelling op achttienjarige leeftijd. Na zijn studie beeldhouwen bleef hij in Amsterdam wonen waar hij zelfstandig kunstenaar was. In 1984 keerde hij voorgoed terug naar Suriname.
De Vries is drie keer getrouwd geweest en was vader van vier kinderen. Hij overleed in 2018 op 88-jarige leeftijd in een ziekenhuis in zijn woonplaats Paramaribo.

## Werk

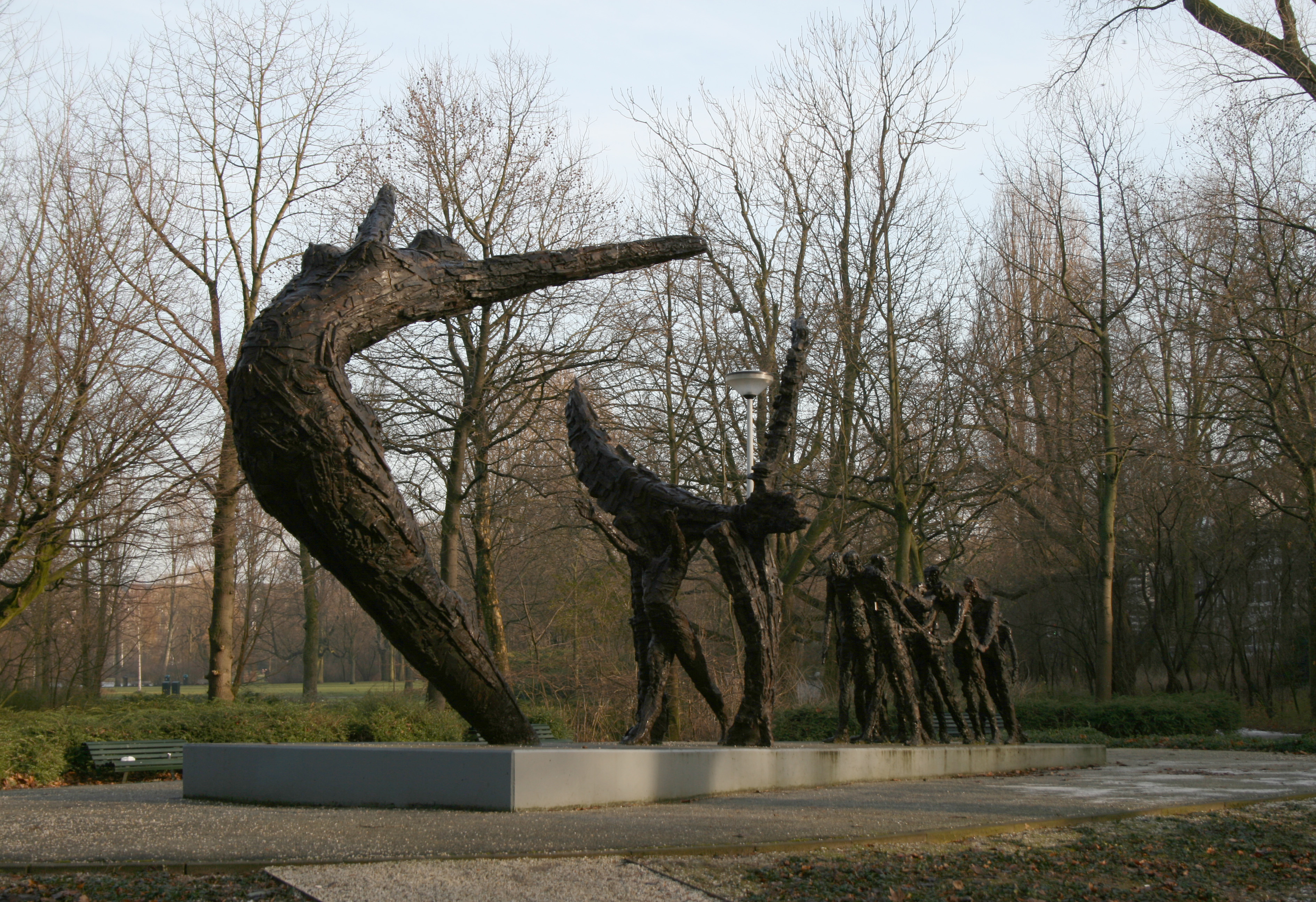
Nationaal Monument Slavernijverleden, Oosterpark

In 1970 had De Vries zijn eerste solotentoonstelling in het Stedelijk Museum (Amsterdam) en in 1998 nogmaals. In 2009 onder de titel 'Ode aan de vrouw' een solotentoonstelling in de Kunsthal in Rotterdam. Hij is de maker van het Nationaal Monument Slavernijverleden in het Oosterpark (Amsterdam), dat op 1 juli 2002 in aanwezigheid van Koningin Beatrix onthuld werd.
De Vries maakte ook borstbeelden van onder meer Simon Carmiggelt, Joop den Uyl, Ivo Opstelten, Willem Sandberg en Clarence Seedorf, evenals het beeld van Toon Hermans dat in Carré staat en het standbeeld van Henck Arron voor de ingang van de Palmentuin in Paramaribo. Zijn beeld Dolle Mina is de vinden in Amsterdam-Zuidoost evenals het beeld Erectus. In Amsterdam-West staat het beeld Erotica .
Bij gelegenheid van zijn tachtigste verjaardag kreeg hij op 4 september 2009 door cultuurwethouder Carolien Gehrels het Ereteken Burger van verdiensten van de stad Amsterdam uitgereikt. Hij was toen tachtig jaar en was zestig jaar werkzaam als kunstenaar.
De Vries had grote belangstelling voor erotiek, wat duidelijk tot uiting komt in zijn schilderijen en tekeningen. Hij schilderde veel met blauw. In 2009, gevraagd naar het waarom, antwoordde hij dat hij schilderde "met wat er is. Als het blauw op is wordt het rood en als het rood op is wat anders". Zijn schilderijen leverden hem de bijnaam "de Caribische Rembrandt" op.

## Onderscheidingen

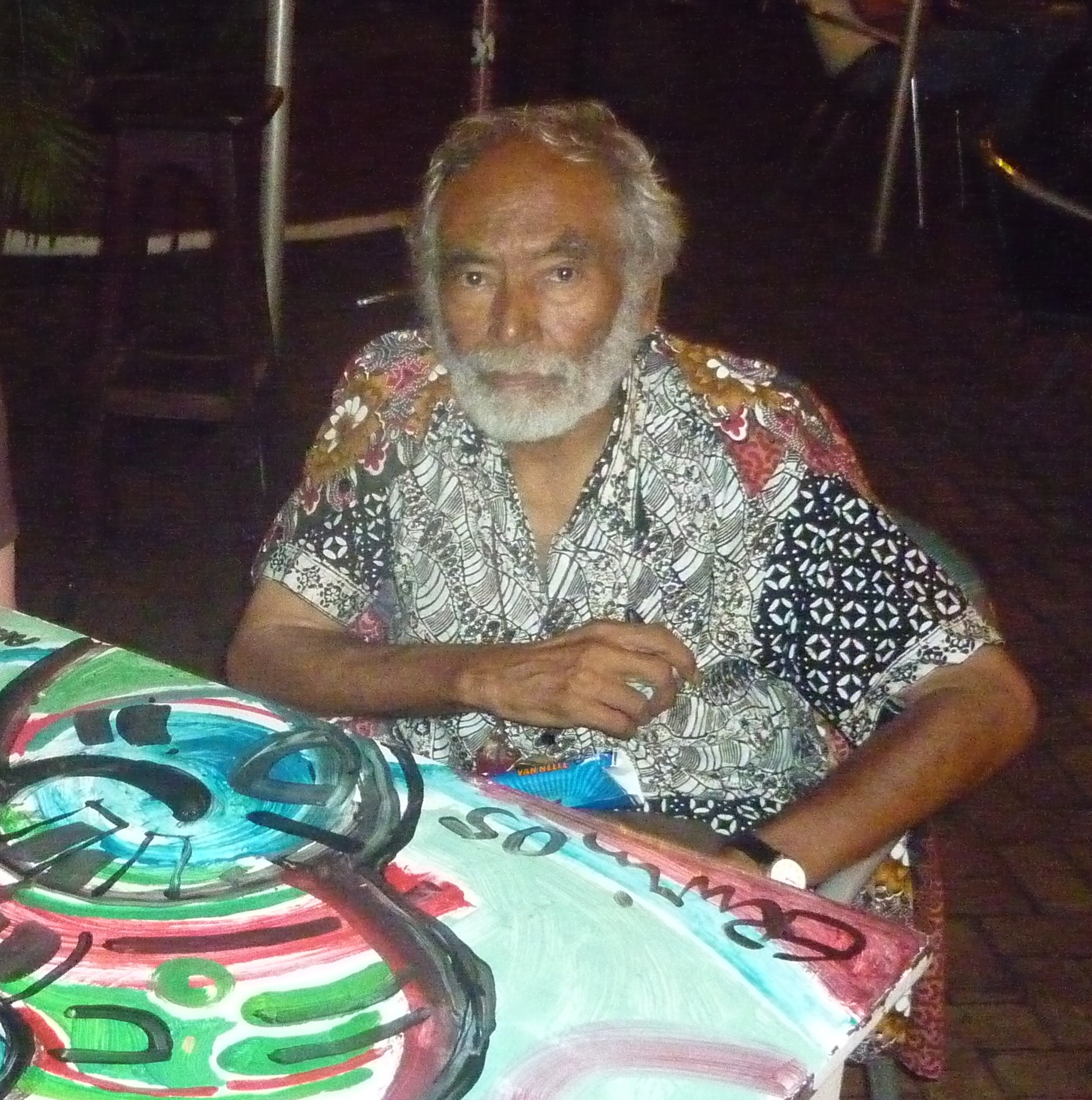
Erwin de Vries achter zijn beschilderde tafel in Het Vat in Paramaribo (2011)

- 1989 - Officier in de Ereorde van de Palm;
- 1995 - Ridder in de Orde van Oranje-Nassau;
- 1997 - Officier in de Ereorde van de Gele Ster;
- 1998 - Dank Comité Moederhart;
- 1999 - Damsko Millennium Award voor Kunstenaar van de 20ste eeuw;
- 2000 - Caribbean Arts and Culture for Outstanding Contribution Carifesta VII;
- 2000 - Stichting Toerisme Oorkonde - Foundation Tourism Charter Suriname;
- 2005 - Rotary Vocational Excellence Award Suriname;
- 2005 - Commandeur Ereorde van de Gele Ster;
- 2008 - Goodwill Ambassador of Suriname;
- 2009 - Ereteken Burger van verdiensten van de stad Amsterdam;
- 2009 - Un Bondru Kankantrie Award Suriname;
- 2010 - Bijzondere Onderscheiding Godo Bank;
- 2010 - Groot Lint,Suriname;
- 2014 - Lifetime Achievement Award;
- 2014 - Owru Jari Awards / Surifesta Suriname;
- 2014 - Bijzondere Waardering voor Culturele Bijdrage - ACURIL President Suriname.